# 20027 Michaelwatson
20027 Michaelwatson è un asteroide della fascia principale. Scoperto nel 1992, presenta un'orbita caratterizzata da un semiasse maggiore pari a 3,106067 UA e da un'eccentricità di 0,185734, inclinata di 7,860487° rispetto all'eclittica. Ha un diametro di 7,690 km.